# Bakchias
Bakchias o Bacchias (en grec: Βακχιάς) és un jaciment arqueològic d'Egipte, en la governació de Faium. La seua època més important fou durant el període grecoromà. Aquest poble data del regnat de Ptolemeu II i vivia del comerç agrícola amb les grans ciutats egípcies. A hores d'ara, es coneix com Kom el-Atl.

## Excavacions
Les primeres excavacions s'hi feren al 1896, quan la cerca de papirs estava en ple apogeu. Des de la dècada dels 1990, s'hi realitzen excavacions per equips de la Universitat de Bolonya i la Universitat del Salent (dirigits per Sergio Pernigotti i Mario Capasso i supervisades per Paola Davoli). Se centren en restes arquitectòniques més ben conservades, en concret en un gran temple que data dels segles I i II.
Després d'intenses campanyes d'excavació s'han tret a la llum traçats de carrers, restes d'habitatges, estàtues monumentals, eines domèstiques i gran quantitat de papirs en grec que es conserven bé gràcies a les condicions climàtiques i geològiques. Hi ha restes d'una necròpoli a uns 2,5 quilòmetres a l'est del jaciment.

### Temple de Soknobkoneu
El jaciment conté un temple dedicat a Soknobkoneu al bell mig. El construïren en l'era ptolemaica amb maons d'argila en estil egipci. Només les entrades i algunes parts del terreny estan construïdes amb gres. L'entrada principal dona a l'est. Les parets són massisses, i a vegades tenen dos metres de gruix.(3)
L'edifici conté un primer pati, un segon de més petit i al final hi ha el santuari. Els espais més petits estan agrupats pertot. Un gran portal és enfront del temple. Un mur de tova tanca els fonaments cap al nord. En l'època romana, s'hi afegí un annex. Un temple més petit, l'entrada del qual està orientada al sud, és una mica més al nord d'aquest temple. S'han desenterrat fragments arquitectònics i òstracons.(3)